# Staw (województwo kujawsko-pomorskie)
Staw – wieś w Polsce położona w województwie kujawsko-pomorskim, w powiecie chełmińskim, w gminie Papowo Biskupie. Staw zajmuje powierzchnię 495 hektarów.

## Podział administracyjny
W latach 1939–1945 położona była w okręgu Rzeszy Gdańsk-Prusy Zachodnie, w rejencji bydgoskiej (Regierungsbezirk Bromberg), w powiecie Chełmno (Kreis Kulm).
W latach 1975–1998 miejscowość położona była w województwie toruńskim.

## Historia

### Średniowiecze
Pierwsza informacja o miejscowości pochodzi z 1398 roku. Wieś występowała pod nazwami: Stabe (1398), Steben (1438), Steeeben, Stob, Stabon, Staw (1570). W średniowieczu Staw należał do komturstwa, a następnie do prokuratora papowskiego. W latach 1398–1406 w Stawie znajdował się folwark zakonny. w 1418 roku w Stawie mieszkali Jenechen płacący czynsz w wysokości 4,5 grzywny oraz nieznany z imienia karczmarz płacący 8 szkojców. W latach 1423–1424 pochodzący z miejscowości Beneke Reyneke był zobowiązany do 1 służby w zbroi lekkiej. W 1438 roku Staw płacił czynsz w wysokości: 1 wiardunek (od Michała), 22 szkojce (od Hansa von Veldechena), po 4 funty pieprzu i po 3 korce zboża do reszty mieszkańców. W późnym średniowieczu Staw należał do klucza papowskiego.
Od 1466 roku Staw należał do królów polskich. W 1505 roku król Aleksander Jagiellończyk przekazał wieś biskupom chełmińskim. W 1614 roku Staw stanowił uposażeni kanonika Fabiana Konopackiego.

### Czasy nowożytne
W 1723 roku w Stawie znajdowało się 5 gospodarstw (każde posiadało przywilej). Sołtys wsi posiadał 5 włók. W miejscowości znajdowała się karczma oraz prawdopodobnie młyn (w inwentarzach pochodzących z 1723 roku jest mowa o włókach młynarskich). W 1740 roku inwentarz gospodarczy wymieniał następujących gospodarczy: Szczepienski, Mikułka, Groszenski, Turski, Potocki. 11 lutego 1750 roku Staw przeszła do areału katedry diecezji chełmińskiej w Chełmży. W 1772 roku Staw należał do Prus.
W 1773 roku odbył się pierwszy spis ludności w Stawie. Wieś wtedy zamieszkiwały 83 osoby (wśród nich: Jan Lipieński, Stanisław Łaski, Wojciech Grosiewski, robotnicy folwaczani Mateusz (?) i Wojciech Meller. Do 1832 roku właścicielem miejscowości został Thoma Cyrankowski, od 1832 Magdalena Mroczynkowska, od 1859 Kazimierz i Rozalia Meller, w latach 1895-1909 Franc i Julianna Sarneccy, w latach 1913-1919 Meller, 1919-1930 rodzina Cieszkowskich, 1930-1935 Franciszek Sarnecki. Po Sarneckim wieś przeszła do rąk J. Kotlewskiego.
W 1885 roku Staw posiadał 495 hektarów powierzchni, 32 budynki (14 mieszkalnych). Wieś zamieszkiwało 186 mieszkańców (178 katolików, 2 ewangelików i 6 Żydów).
Z przełomu XIX/XX wieku pochodzi istniejący do dzisiaj pałac.

### Współczesność
W czasie II wojny światowej miejscowość miała posiadać status wieś. W latach 1939 - 1942 nazwyała się Staw, lecz po przeprowadzonej zamianie nazw miejscowości w Okręgu Rzeszy Gdańsk-Prusy Zachodnie, w latach 1942 - 1945 nazywała się Stäben.
Po II wojnie światowej miejscowość upaństwowiono, w 1947 roku weszła w skład Zakładu Rolnego we Wrocławkach.
W 1995 roku w Stawie wybudowano wodociągi. W 2005 roku wymieniono oświetlenie uliczne. W 2006 roku przy wsparciu powiat chełmińskiego wyremontowano drogę Papowo Biskupie-Staw. W 2011 roku wyremontowano drogę Staw-Bartlewo.
W 2013 roku w Stawie działały dwa podmioty gospodarcze.

## Urodzeni
We wsi w 1905 urodził się Marian Meller – polski aktor i dyrektor teatrów.